# Bad Schwalbacher Kurbahn
| Bad Schwalbacher Kurbahn |                     |                                   |                                   |
| Streckenlänge: | 1,6 km              |                                   |                                   |
| Spurweite: | 600 mm (Schmalspur) |                                   |                                   |
| Maximale Neigung: | 84 ‰                |                                   |                                   |
| Minimaler Radius: | 25 m                |                                   |                                   |
| |                     |                                   |                                   |
| \| \| \| Einfahrt ins Moorbadehaus \| \| \| \| \| \| \| \| \| \| Depot \| \| \| \| 0,0 \| Moorbadehaus \| Moorbadehaus \| \| \| \| Golfhaus \| \| \| \| \| Schwalbenbrunnen Hst. mit Weichen \| \| \| \| \| Waldsee \| \| \| \| \| Abzweige zu den Moorgruben \| \| \| \| 1,3 \| Moorgruben \| Moorgruben \| \| \| 1,6 \| Streckenende \| Streckenende \| |                     |                                   |                                   |
| |                     | Einfahrt ins Moorbadehaus         |                                   |
| |                     |                                   |                                   |
| Strecke |                     | Depot                             | Depot                             |
| Bahnhof | 0,0                 | Moorbadehaus                      | Moorbadehaus                      |
| Haltepunkt / Haltestelle |                     | Golfhaus                          | Golfhaus                          |
| Bahnhof |                     | Schwalbenbrunnen Hst. mit Weichen | Schwalbenbrunnen Hst. mit Weichen |
| Haltepunkt / Haltestelle |                     | Waldsee                           | Waldsee                           |
| Abzweig geradeaus und ehemals nach rechts |                     | Abzweige zu den Moorgruben        | Abzweige zu den Moorgruben        |
| Bahnhof | 1,3                 | Moorgruben                        | Moorgruben                        |
| | 1,6                 | Streckenende                      | Streckenende                      |

Die Bad Schwalbacher Kurbahn, ehemals Moorbahn genannt, ist eine Schmalspurbahn mit 600 mm Spurweite in Bad Schwalbach.

## Geschichte
Seit 1903 gibt es künstliche Moorgruben im Gerstruth-Tal, das talaufwärts an den Schwalbacher Kurpark anschließt. Hier wird das im Moorbadehaus nach den einzelnen Anwendungen anfallende Material für jeweils etwa zehn Jahre zur Regeneration deponiert und kann dann wieder abgebaut werden. Der Transport vom und zum etwa 1,5 km entfernten Moorbadehaus erfolgte zunächst mit Pferdefuhrwerken, die vielleicht auch schon auf einer Gleisanlage fuhren. 1926 wurde auf dieser Strecke eine Feldbahn eingerichtet. Ein Zug umfasste fünf oder sechs Kipploren. Die Trassenführung wurde, den Anforderungen des Moorabbaus folgend, immer wieder verändert; eine Sanierung im Jahr 1963 erwies sich später als fehlerhaft. Seit 1991 wird das Moor per LKW transportiert.
Von 1979 bis 1986 wurde durch die Dampfbahn Rhein-Main (seit 1987 Frankfurter Feldbahnmuseum) Personenverkehr durchgeführt. Im Laufe der Zeit kamen dabei vier verschiedene Dieselloks zum Einsatz. Mangels ehrenamtlicher Helfer zog sich die Dampfbahn Rhein-Main aus dem Betrieb zurück. 1987 versuchte ein Privatmann mit eigener Diesellok den Personenverkehr weiterzuführen. Nachdem es bei einem der ersten Fahrtage zu einer Entgleisung kam, bei der ein Fahrgast leicht verletzt wurde, wurde der Personenverkehr von der Stadt Bad Schwalbach untersagt. Im Jahr 1991 wurde der Moortransport mit der Bahn endgültig eingestellt.
Ende 1992 gab es erste Gespräche zwischen einem Privatmann und der Kurverwaltung, um die Bahn wieder mit einem touristischen Personenverkehr in Betrieb zu nehmen. Es kam zu einem Pachtvertrag und der Privatmann reparierte die Strecke mit eigenen Mitteln und viel Eigenleistung. Im Jahr 1994 wurde ein Anlauf gestartet, den Personentransport wieder aufzunehmen. Dazu wurde auch ein Personenwagen und eine stärkere Lok (Schöma Fabriknummer 4064 / Baujahr 1975) angemietet. Die Anträge des Privatmanns wurden aber nicht genehmigt. Durch die vorliegenden Auflagen für den Bahnbetrieb konnte der Privatmann mit eigenen Mitteln den Betrieb nicht aufnehmen. Im Jahr 1998 initiierte der Privatmann dann die Gründung des Bad Schwalbacher Kurbahn-Vereins. Nachdem die Vereinsgründung wirksam geworden war übernahm der Verein den Pachtvertrag.
Die Bahn wird seit dem Jahr 2000 nach der Aufarbeitung der Gleisanlagen und dem Bau von zwei handgebremsten Personenwagen vom Verein Bad Schwalbacher Kurbahn als Museumsbahn zwischen den Stationen Moorbadehaus und Moorgruben betrieben. Sie überwindet dabei 35 Höhenmeter und Streckenabschnitte mit beachtlichen Steigungen.

## Fahrzeuge

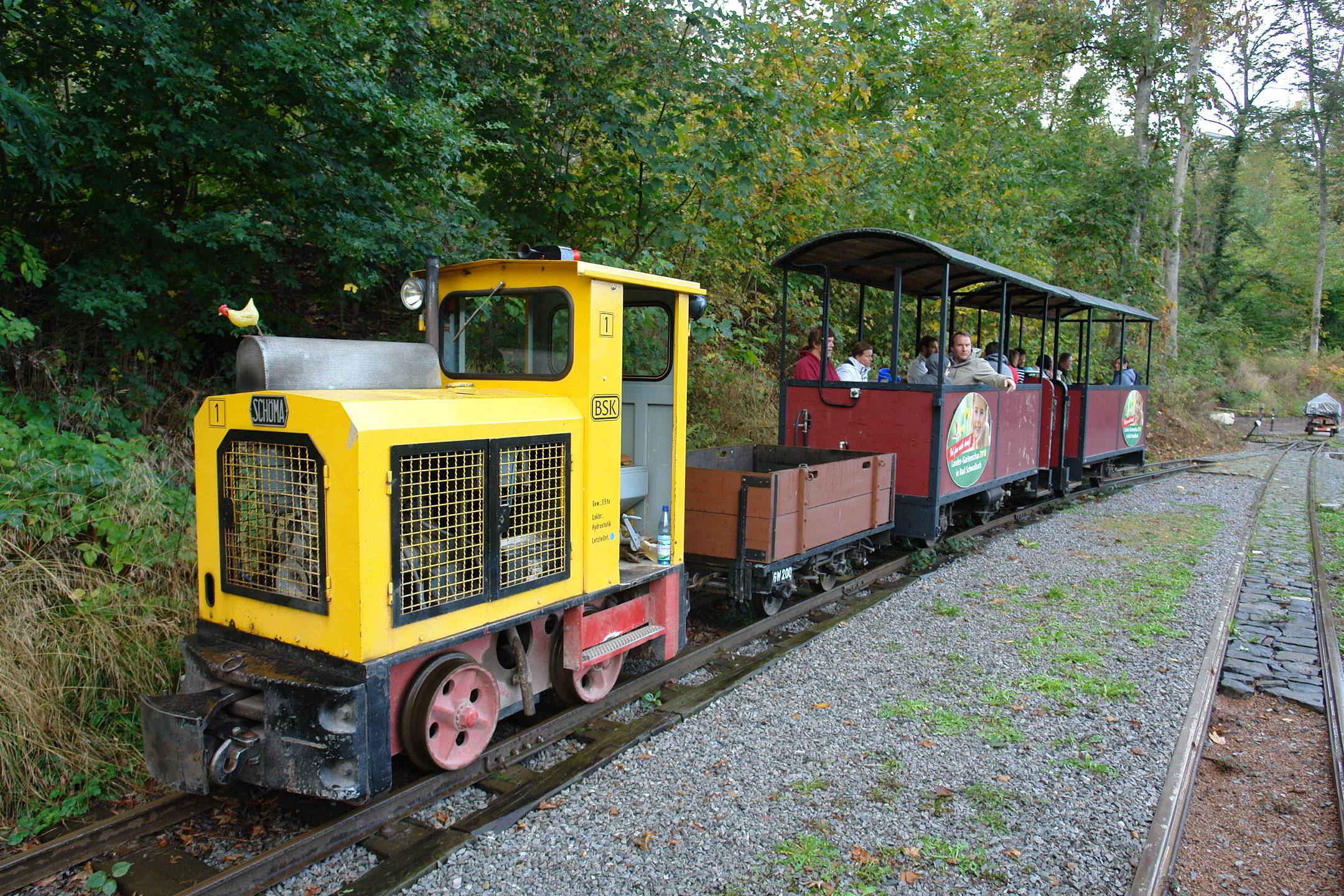
Schöma-Diesellok

Über die ersten Fahrzeuge ist wenig bekannt. Von 1963 bis 1985 wurde eine Schöma Diesellokomotive des Typs CHL 20 eingesetzt (Schöma Fabriknummer 2699 Baujahr 1963). Die Lok wurde nach einem Getriebeschaden 1985  beim Erwerb der neuen Diesellok des Typs CHL 20G (Schöma Fabriknummer 4833 Baujahr 1985) bei Schöma in Zahlung gegeben und von dort an die Klasmann-Werke GmbH in Bockhorst weiterverkauft.
Seit der Betriebsaufnahme der Kurbahn im Jahr 2000 wurden drei Diesellokomotiven eingesetzt, von denen die älteste, Lok 3, aus dem Jahr 1938 stammt und nur bei besonderen Gelegenheiten vorgeführt wird. Es handelt sich dabei um eine Diesellok aus der Arnold Jung Lokomotivfabrik GmbH. Der laufende Betrieb erfolgte bis einschließlich 2008 mit den Dieselloks 1 (CHL-20G) und 2 (CHL-45G), die in den 1980er-Jahren von der Schöma gebaut wurden. Seit 2010 wird nur noch Lok 1 (CHL-20G) für Personenzüge eingesetzt, Lok 2 (CHL-45G) ist nicht mehr in Bad Schwalbach und wurde nach Salzburg an die neu errichtete Museumsfeldbahn Großgmain verkauft. Neben den beiden Dieselloks verfügt die Bahn über drei Personenwagen, davon zwei überdacht, zwei Güterwagen und diverse Loren und Flachwagen.

## Fahrbetrieb

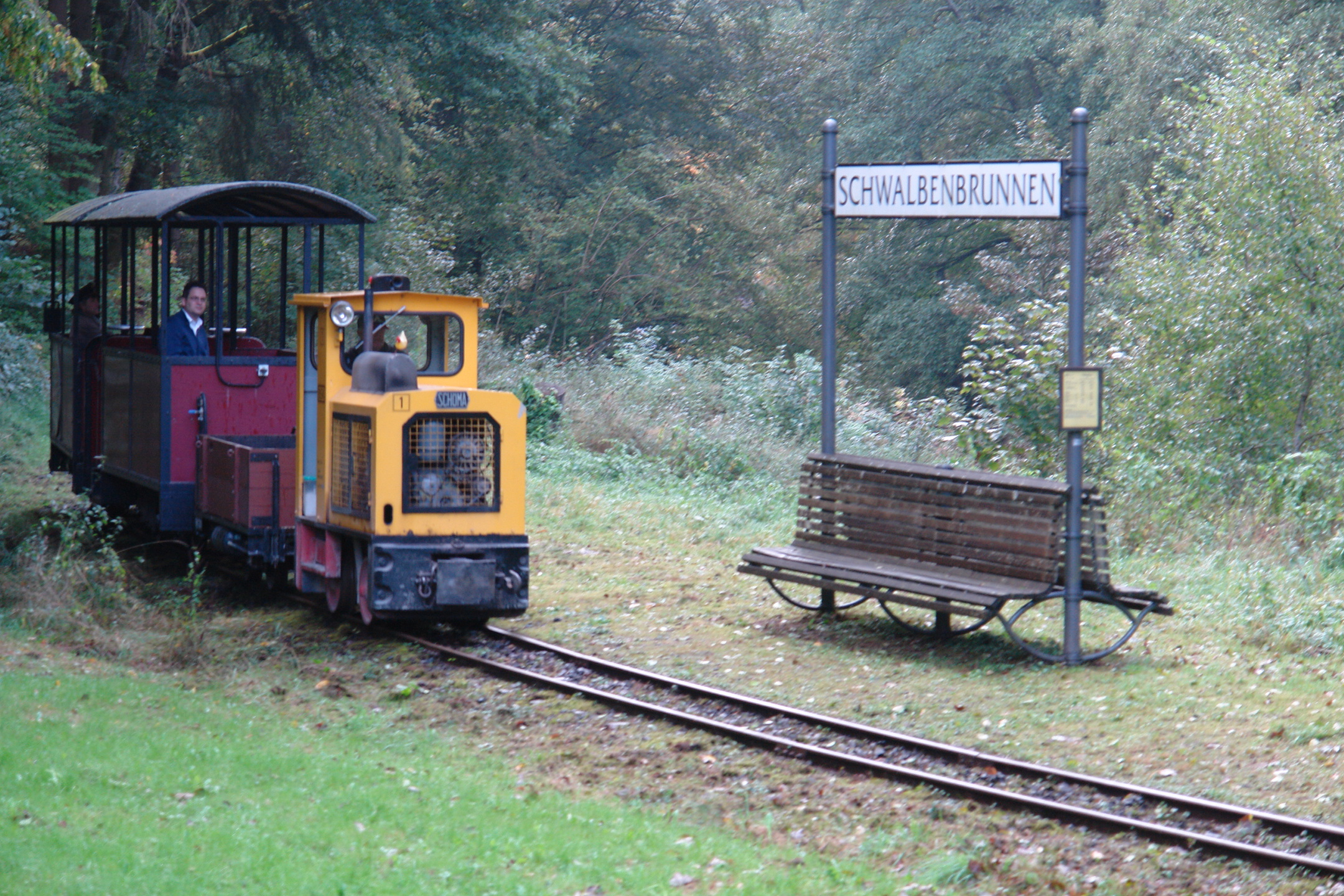
Haltestelle Schwalbenbrunnen

Die Kurbahn fährt seit 2011 wieder regelmäßig zwischen Ostern und Oktober. Fahrtage sind der Ostersonntag und -montag sowie jeder erste Sonntag im Monat von Ostern bis einschließlich Oktober. Täglich finden neun Fahrten statt. Die erste startet um 10.30 Uhr an der Station Moorbadehaus, die letzte um 17.30 Uhr. In der Zeit von 12 bis 13 ist Mittagspause. Zudem sind noch einige Sonderfahrtage geplant, auch die traditionelle Glühweinfahrt „Mit der Kurbahn in den Advent“ soll wieder stattfinden.
Von 2000 bis 2008 fuhr die Kurbahn an Sonn- und Feiertagen zwischen April und Oktober. Allerdings wurde zwischen 2008 und 2010 der Fahrbetrieb eingestellt, da der Verein im Streit mit der Stadt um die Freigabe von finanziellen Mitteln lag, die für die Sanierung eines Streckenabschnitts benötigt wurden.
Ab dem 21. August 2010 war die Bahn wieder in Betrieb. Nach erfolgter Sanierung des etwa 200 Meter langen Streckenabschnitts vom Barfußpfad bis zum Schwalbenbrunnen fuhren am 21. August 2010 erste Züge auf dem Teilstück zwischen Moorbadehaus und Schwalbenbrunnen. Am 13. Februar 2011 wurde das sanierte Streckenstück im Rahmen der Veranstaltung „Mit der Kurbahn ins neue Jahr“ in Betrieb genommen.

## Literatur

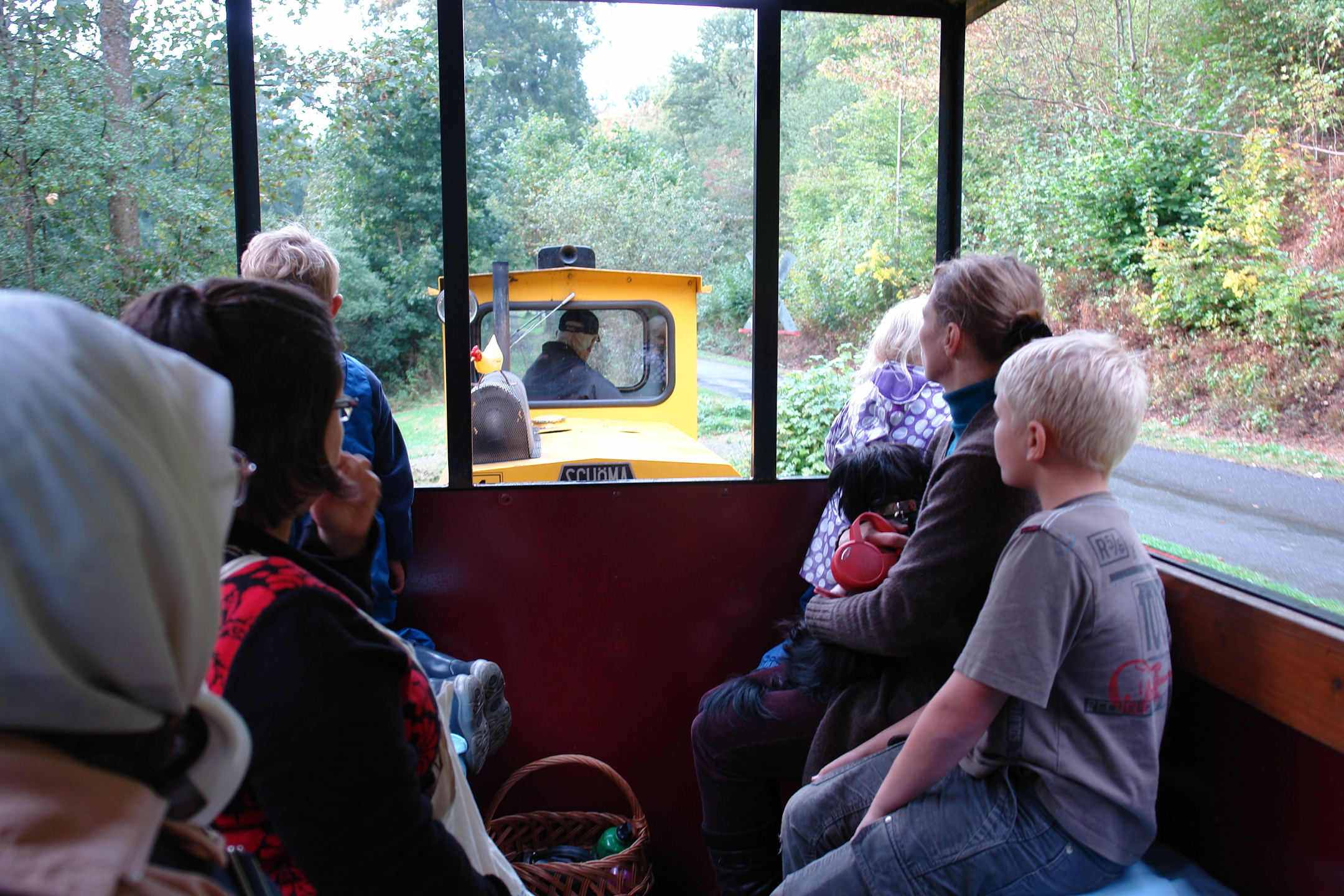
Fahrbetrieb